# Sainte-Radegonde, Saône-et-Loire
Sainte-Radegonde är en kommun i departementet Saône-et-Loire i regionen Bourgogne-Franche-Comté i östra Frankrike. Kommunen ligger i kantonen Issy-l'Évêque som tillhör arrondissementet Autun. År 2022 hade Sainte-Radegonde 149 invånare.

## Befolkningsutveckling
Antalet invånare i kommunen Sainte-Radegonde
| Referens: INSEE |